# Самугео
Самугео, Самуґео (італ. Samugheo, сард. Samugheu) — муніципалітет в Італії, у регіоні Сардинія,  провінція Ористано.
Самугео розташоване на відстані близько 370 км на південний захід від Рима, 85 км на північ від Кальярі, 32 км на схід від Ористано.
Населення — 3100 осіб (2014).
Покровитель — Святий Севастіан.

## Демографія
Населення за роками:

Станом на 1 січня 2023 року в муніципалітеті офіційно проживало 9 іноземців з 4 країн, серед них 6 громадян країн Євросоюзу.

## Сусідні муніципалітети
- Аллаї
- Азуні
- Атцара
- Бузакі
- Лаконі
- Меана-Сардо
- Ортуері
- Руїнас
- Соргоно